# Хлебников переулок
Хле́бников переулок — улица в центре Москвы в Таганском районе между улицей Сергия Радонежского и Андроньевским проездом.

## Происхождение названия

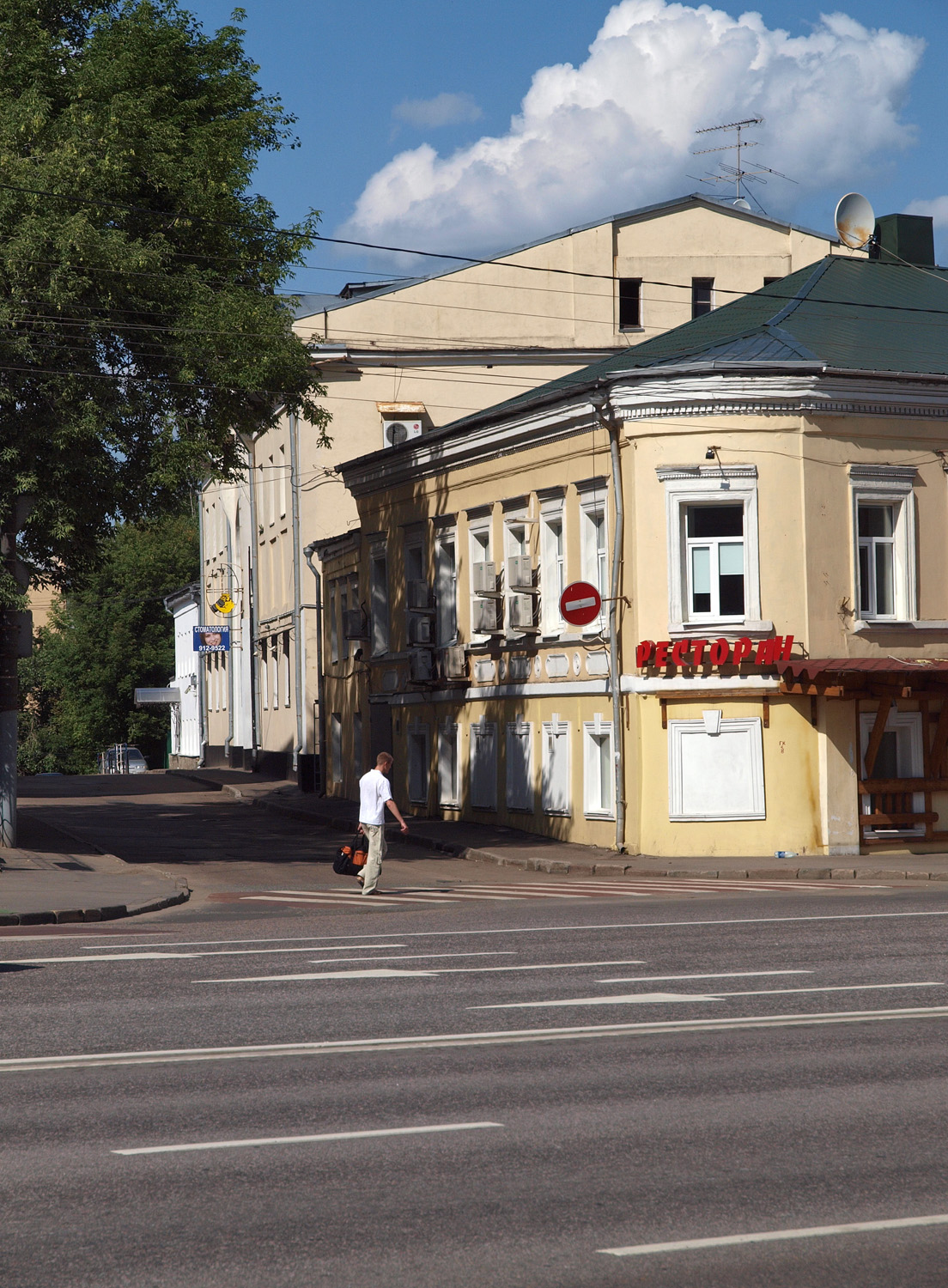
Начало Хлебникова переулка (№ 5/2) от улицы Сергия Радонежского.

Название дано по фамилии одного из домовладельцев конца XVIII века.

## Описание
Хлебников переулок начинается от улицы Сергия Радонежского напротив Малой Андроньевской и проходит на северо-восток параллельно Съезжинскому переулку до Андроньевского проезда.